# Nigali
Nigali o la valle del Nigali (in georgiano ნიგალი, ნიგალის ხევი?, nigalis khevi), noto anche, con una successiva metatesi, come Ligani (ლიგანი) o Livana (ლივანა; in turco Livâne) è un distretto storico sul corso inferiore del fiume Çoruh o Chorokhi, attualmente diviso tra Turchia e Georgia.

## Storia

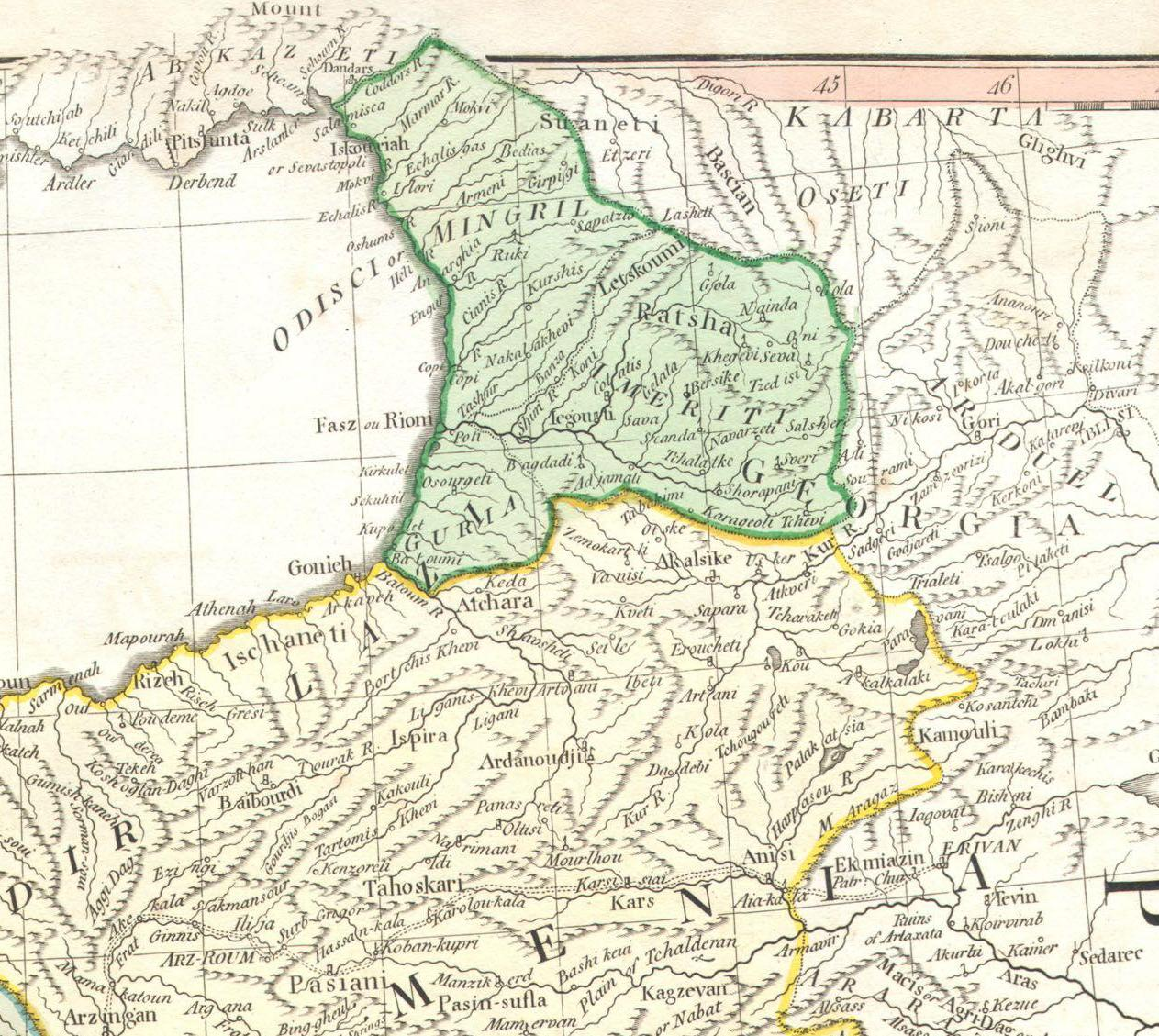
Una parte della mappa di d'Anville del 1794 che identifica l'allora Livâne controllata dagli ottomani nel nome georgiano Liganis Khevi, "la valle di Ligani".

La terra conosciuta come Nigal appare per la prima volta come uno dei distretti della Colchide nella geografia armena del VII secolo attribuita ad Anania di Shirak. Nell'VIII secolo il Nigali divenne appannaggio della famiglia georgiana Bagration. Era delimitato dalla Agiaria a nord-est, Shavsheti a est e Klarjeti a sud. Anche le fonti georgiane medievali fanno menzione di Niali, che è probabilmente una corruzione di Nigali. Lo studioso georgiano dell'inizio del XVIII secolo, il principe Vakhushti, lo chiama Ligani e individua il distretto su entrambe le sponde del Chorokhi fino ad Art'vani (oggi Artvin). Nel 1530 circa, l'area fu conquistata dall'Impero Ottomano, dai georgiani, che la amministrò come kaza o sangiaccato di Livâne. Da esso dipendeva amministrativamente il sotto-distretto di Maçahel.
Nel 1878, Nigali faceva parte del territorio ceduto dagli ottomani all'Impero russo nel Trattato di Berlino. Fu incluso nel distretto di Artvin ( uchastok) dell'Oblast' di Batumi. Dopo la prima guerra mondiale (1914-1918) e la breve indipendenza della Georgia (1918-1921), il Nigali fu diviso tra la Turchia e la Georgia da poco sovietizzata in conformità con i trattati del 1921 di Mosca e Kars.

## Divisione attuale
Attualmente, la parte turca di Nigali comprende parti dei distretti di Borçka, Murgul e Artvin della provincia di Artvin. L'elemento linguistico georgiano è ancora presente in quest'area, ma la conoscenza della lingua georgiana è sempre più flebile tra le giovani generazioni. La porzione georgiana consiste di soli 9 villaggi amministrati come parte del Municipalità di Khelvachauri della Repubblica Autonoma di Agiaria.